# 宮世真理子
宮世 真理子（みやせ まりこ、11月2日 - ）は、日本の女性声優。マッシュアップエンターテイメント所属。高知県生まれ、大阪府寝屋川市出身。旧芸名は宮地 真理子（みやじ まりこ）。

## 来歴
日本ナレーション演技研究所出身。かつてはジョイントオフィスに所属していた。
2016年2月より、フリーでの活動にあたり、芸名を「宮地真理子」から「宮世真理子」に改名した。
2020年7月より、マッシュアップエンターテイメントとマネジメント契約。

## 人物
高校時代は演劇部に所属しており、女性でも少年など幅広い役ができることから、声優に興味を持った。
かつては、大阪モード学園のメイクアップアーティスト専攻に通っていた時期もある。

## 出演
太字はメインキャラクター。

### テレビアニメ
2015年
- おくさまが生徒会長!（生徒たち）

2016年
- 魔法少女?なりあ☆がーるず（女生徒、おばあちゃん）

2018年
- まめねこ（友人（女）、鳩雛B、犬）
- 踏切時間（生徒A）
- 京都寺町三条のホームズ（女子大生B）

2019年
- ノブナガ先生の幼な妻（女子生徒C）
- 魔王様、リトライ!（2019年 - 2024年、バニー族幼女A、大神主） - 2シリーズ

2020年
- みっちりわんこ!あにめ〜しょん（シェフわんこ、にんじゃワンコ）

2021年
- バトルアスリーテス大運動会 ReSTART!（ナンシー）
- 真の仲間じゃないと勇者のパーティーを追い出されたので、辺境でスローライフすることにしました（リーア）

2022年
- リーマンズクラブ（リポーター）
- 理系が恋に落ちたので証明してみた。r=1-sinθ（母親）
- 阿波連さんははかれない（女性店員）
- ピーター・グリルと賢者の時間 Super Extra（蕾隊員、雌ゴブリンC）
- 異世界ワンターンキル姉さん 〜姉同伴の異世界生活はじめました〜（ミモザ）
- てんぷる（駅構内放送）

2024年
- 名湯『異世界の湯』開拓記 〜アラフォー温泉マニアの転生先は、のんびり温泉天国でした〜（小町）
- じいさんばあさん若返る（仲居、土地神、婆さん）
- モブから始まる探索英雄譚（日番谷）

### Webアニメ
- クソゲーって言うな!（2020年、ルイーズ[10]）
- トラとミケ（2021年、ナレーション）

### ゲーム
- アルカディアコード
- マギアブレイク（2014年）
- バトって!オトギ戦争（2016年、魅惑の乙女ドリアード、御影石、橋姫 他[11]）
- ベジマギッ!（2016年、翡翠の政務官シュンギク）
- 王室姫蜜（2020年）

### ドラマCD
- こ惑星接近（2013年、チュウ）
- さとうてんせい（2013年、日野）
- ラビット☆パラダイス（2015年、ナレーション[12]）
- "あどいる"ですから（2015年）

### ボイスドラマ
- BE MY BABY 完全版（2018年、姉小路きらり[13]）

### 吹き替え

#### 映画
- アート・オブ・ダークネス（ポリス）
- スコーピオン・キング5（英語版）（アミナ）

#### アニメ
- 齢5000年の草食ドラゴン、いわれなき邪竜認定（2023年 - 2024年、アリアンテ[14]、少年C） - 2シリーズ[一覧 2]

### 映画
- 仮面ライダー 令和 ザ・ファースト・ジェネレーション（2019年） - 声の出演

### ナレーション
- P&G アリエール ジェルボール
- 宝くじ 第775回 BIG!
- JAグループ ひとりひとりのよい食編
- 競馬ラボ

### ラジオ
※はインターネット配信。
- Nightingale（2016年 - 2017年、PrimeSeat※）
- DHC Lifestyle Council（2016年 - 、CROSS FM）
- 帝都電詠ラヂオ局（2018年 - 2019年、YouTube※）
- ミッドナイト・レーゼ（2018年 - 2019年、YouTube※）
- 宮世真理子 侵略計画!（2019年 - 、YouTube※）
- 木下鈴奈・宮世真理子・乙幡美成のおかえりなさいませ!（2021年 - 、FM西東京）[15]

### その他コンテンツ
- ニコニコ動画「きままにティーパーティー」（2015年）

## ディスコグラフィ
- おじさんとマシュマロ Song Collection Vol.1・2 - コーラス参加[1][16]

### シリーズ一覧
1. ↑  第1作（2019年）、第2作『R』（2024年）
2. ↑  season1（2023年）、season2（2024年）